# Zespół klasztorny sakramentek w Warszawie
Zespół klasztorny sakramentek w Warszawie – zespół budynków klasztornych przy Rynku Nowego Miasta 2. W 1687 r. Maria Kazimiera sprowadziła z Francji sakramentki. Zostały one osadzone w pałacu wzniesionym w 1684 r., wybudowanym według projektu Tylmana z Gameren dla Adama i Małgorzaty Kotowskich. Pałac ten przebudowano na klasztor w 1688 r. Jest to przykład architektury sakralnej końca XVII w. Najważniejsze elementy na terenie tego zespołu klasztornego:
- klasztor
- kościół św. Kazimierza wzniesiony w 1688–1692 w stylu barokowym, wzniesiony na planie krzyża greckiego z kopułą na rzucie ośmiobocznym
- kapliczka znajdująca się w ogrodzie, przy murze; zbudowana w ok. 1780 r.

## Historia
Po odsieczy wiedeńskiej Maria Kazimiera starała się sprowadzić do Polski Benedyktynki od Nieustającej Adoracji Najświętszego Sakramentu. Po długich negocjacjach doszła do skutku fundacja klasztoru w Warszawie w 1687 r., która dostała później tytuł fundacji królewskiej.
Maria Kazimiera kierowała się chęcią zapewnienia całemu „domowi królewskiemu” łask nieba, wyproszonych modlitwami przez owe mniszki oraz wychowania panien z domów szlacheckich. Zakonnice osadzone początkowo na zamku musiały przystosować pomieszczenia do życia zakonnego. Dopiero w roku 1688 rozpoczęły nieustającą adorację Najświętszego Sakramentu. Od tego też czasu zajęły się edukacją panien z rodów szlacheckich.
27 czerwca 1688 r. nastąpiło uroczyste przeprowadzenie mniszek do nowej siedziby, w procesji z Najświętszym Sakramentem, w której brali udział król Sobieski, Maria Kazimiera i cały dwór. Na przełożoną klasztoru mianowano Matkę Bożą.
W Polsce będącej pod zaborami ważną instytucją państwową był Kościół. Dlatego podlegał on ciągłym nadzorom. W 1865 r. car zadecydował o zamknięciu pensjonatu, skonfiskowaniu posagów zakonnic oraz zakazał przyjmowania do nowicjatu. Brak funduszy na utrzymanie klasztoru spowodował jego upadek.
Od 1924 r. zakonnice znowu otrzymywały miesięczną pensję, a także otwarta została opłatkarnia, która wpłynęła na powolną poprawę majątkową klasztoru. W 1927 r. do zakonu przybyła matka Janina Jadwiga Byszewska, której to właśnie siostry zawdzięczają tak szybkie odrodzenie się klasztoru.
Na uroczystość 250-lecia kościół i klasztor zostały odrestaurowane.
Podczas powstania warszawskiego położenie klasztoru umożliwiało łączność między Starówką a Rybakami i na prośbę powstańców o otwarcie bram klasztoru ówczesna przeorysza, Matka Janina Byszewska otworzyła nieprzerwaną od początku istnienia klasztoru klauzurę. Już w pierwszych dniach powstania warszawskiego siostry Sakramentki udzieliły też schronienia ludności cywilnej uciekającej przed prześladowaniami Niemców, w tym mieszkańcom Woli ocalałym z masakry Woli.
31 sierpnia 1944 na skutek bombardowania przez niemieckie lotnictwo zniszczone zostały całkowicie klasztor ss. Sakramentek i kościół. Pod gruzami zginęły 34 siostry zakonne, przebywający w podziemiach 4 księża i około 1000 osób cywilnych, w tym dzieci, którym ss. Sakramentki udzieliły schronienia. 2 września 1944 roku Niemcy powtórnie zbombardowali kościół całkowicie rujnując ten historyczny zabytek.
31 sierpnia 1954 r. odbył się pogrzeb sióstr, które poniosły śmierć w czasie niemieckiego bombardowania. Uroczystość miała miejsce w krypcie pod kościołem, gdzie zginęły. Przy życiu pozostało jedynie 9 zakonnic, które po tym wydarzeniu przebywały w opactwie w Staniątkach. Pragnęły one jednak wrócić i zacząć odbudowę klasztoru. Pod koniec 1946 r. stało się to już możliwe. Zaczęła zwiększać się liczba powołań.
Matka Janina Jadwiga Byszewska zmarła w 1951 r. Przeoryszą została matka Celestyna Wielowieyska. W 1952 r. kościół oddano do użytku.
14 listopada 1974 r. ks. kard. Prymas Wyszyński poświęcił wzniesiony w kościele pomnik ku czci poległych pod gruzami kościoła i klasztoru. W każdą rocznicę ich śmierci, 31 sierpnia, odprawiana jest Msza św.

## Nazwa
W akcie erekcji klasztoru warszawskiego wydanym przez biskupa Stanisława Witwickiego 4 czerwca 1688 r., zamiast dość długiej nazwy oficjalnej Benedyktynki od Nieustającej Adoracji Najświętszego Sakramentu (Moniales Ordinis Sancti Benedicti ab Adoratione Perpetua) użyto po raz pierwszy skrótu sakramentki. Inne nazwy skrócone to Benedyktynki Najświętszego Sakramentu lub OSB ap.
Sakramentki zajmowały się edukacją panien i rozpowszechnianiem znajomości języka francuskiego. Znane są również z wypiekania opłatków i hostii. Ich adoracja Najświętszego Sakramentu trwa nieustannie, w dzień i w nocy.

## Galeria

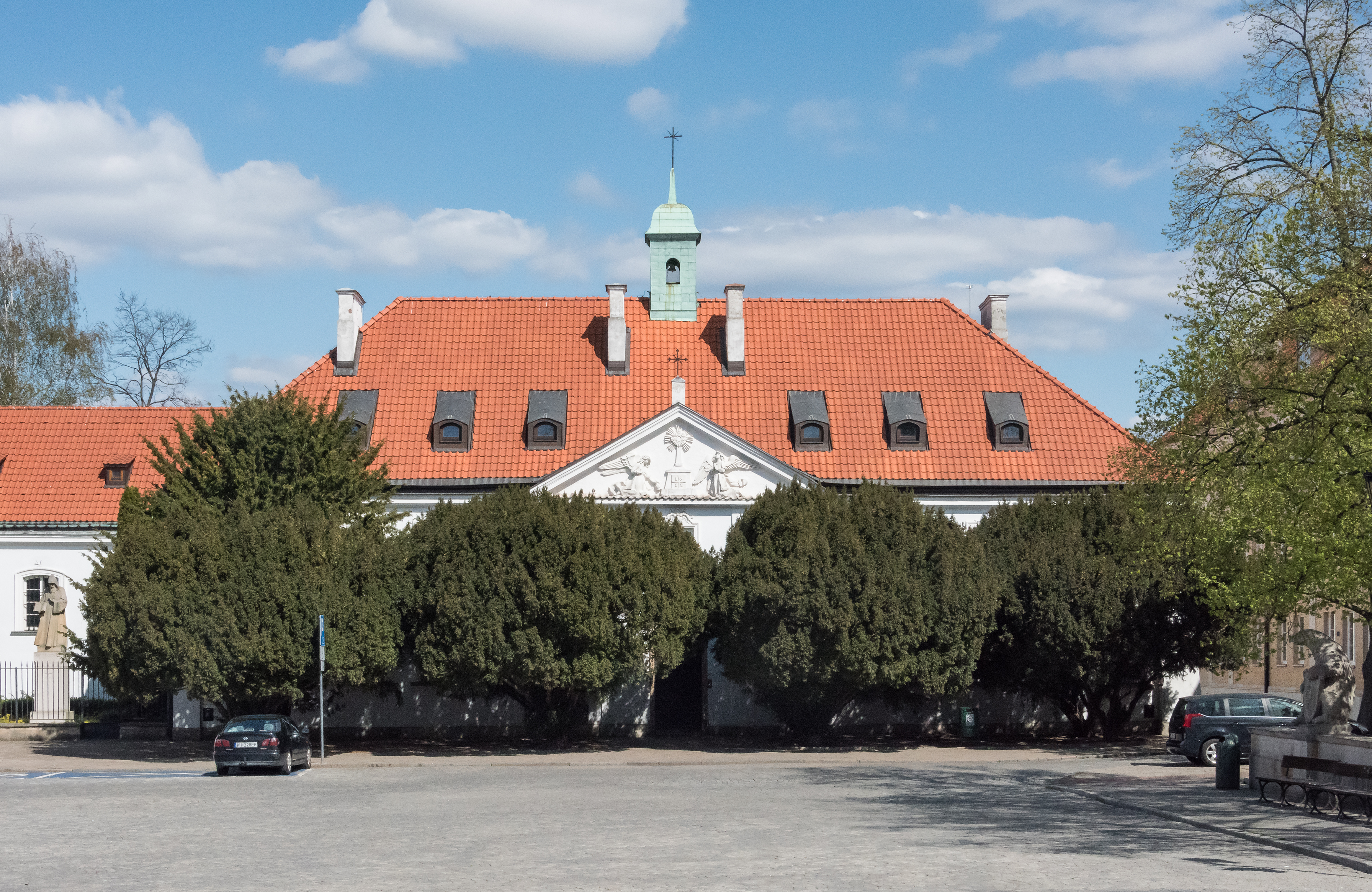
Budynek klasztoru przy Rynku Nowego Miasta
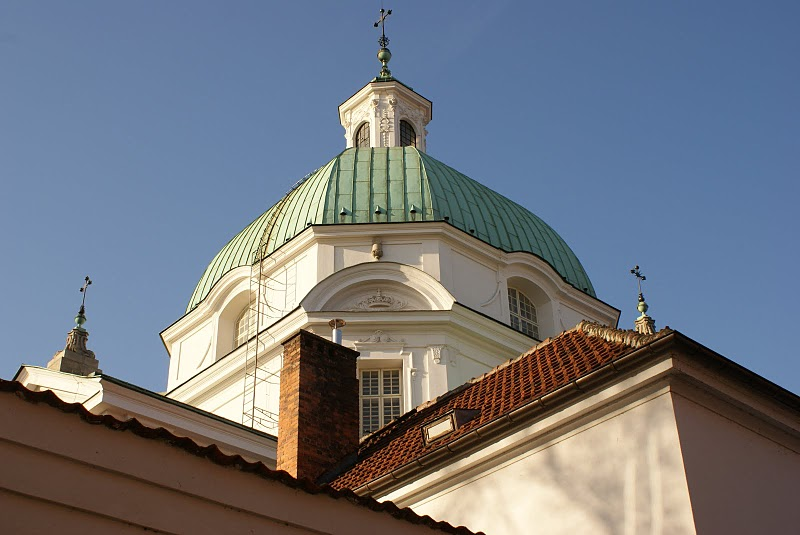
Widok od strony ul. Pieszej
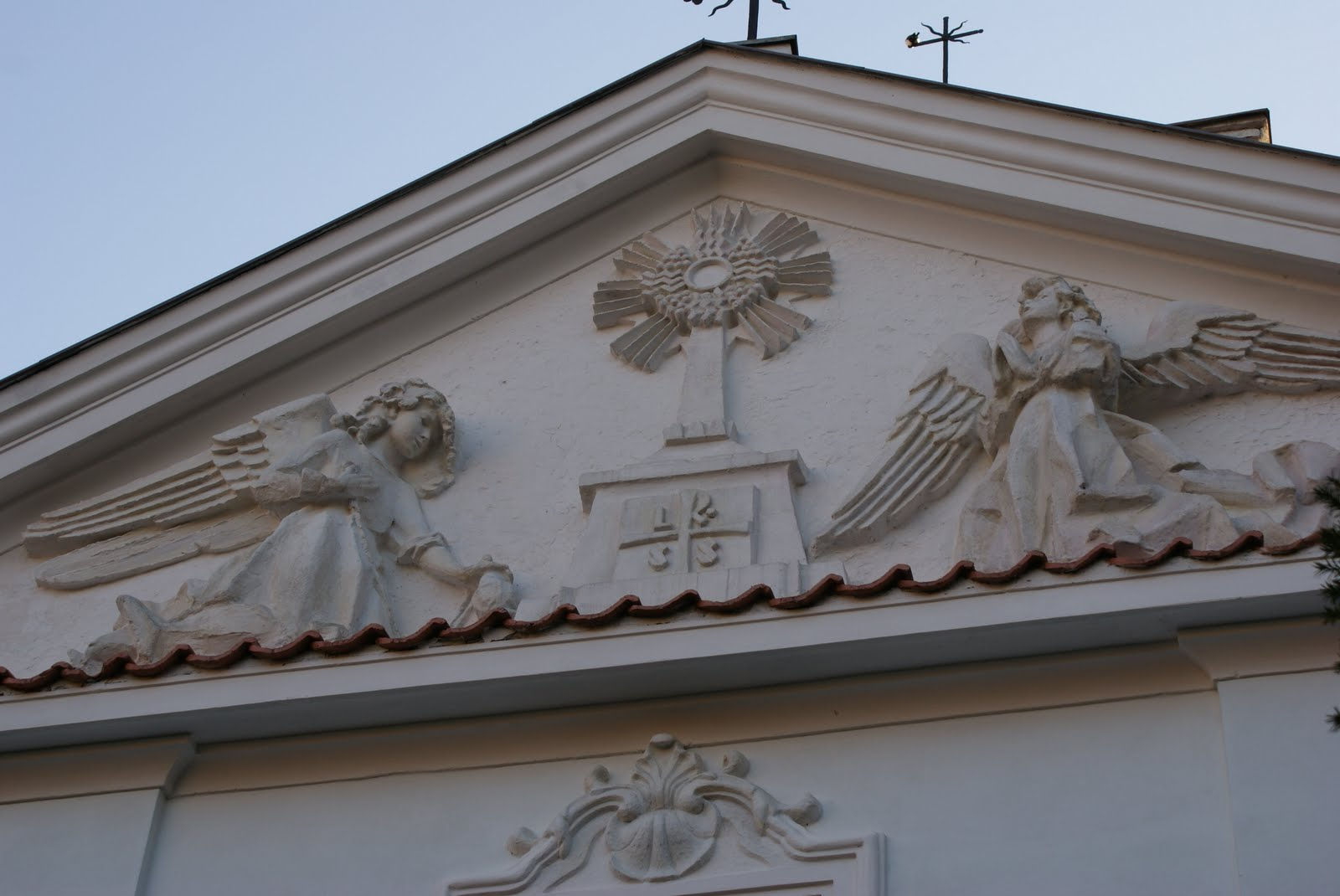
Tympanon nad wejściem do klasztoru
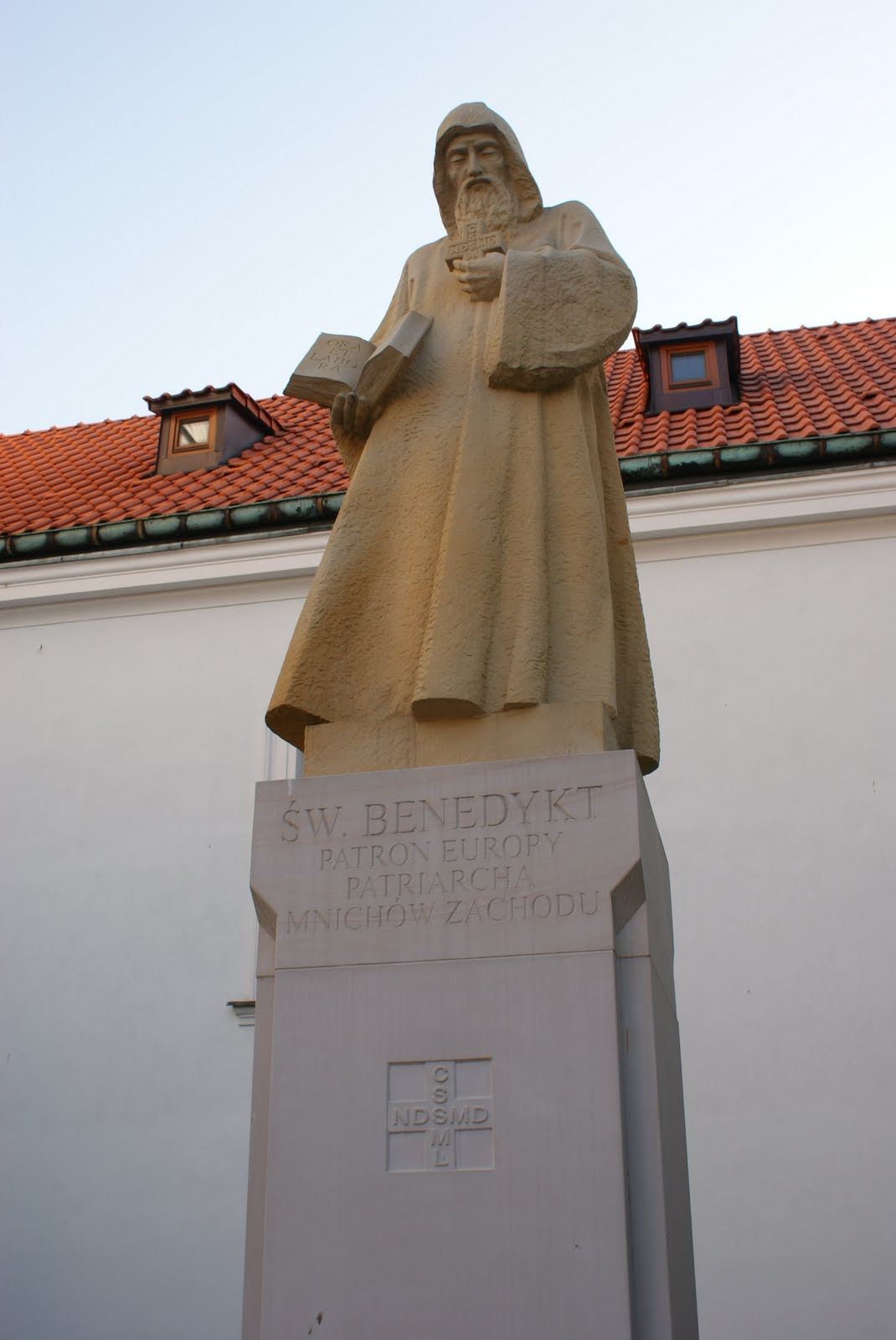
Rzeźba św. Benedykta